# Revue de Théologie et de Philosophie
La Revue de théologie et de philosophie (dal Francese: Rivista di filosofia e teologia) è una rivista filosofica il cui scopo principale è quello di promuovere il dialogo interdisciplinare tra teologia e filosofia. Fu fondata nel 1868 da teologi protestanti della Svizzera francese e in un primo tempo pubblicava solo recensioni. Da allora, la Revue, sostenuta da rappresentanti delle Università di Ginevra, Losanna e Neuchâtel, si è trasformata in una rivista specializzata completa che pubblica saggi e contributi a dibattiti.
È disponibile online dal volume 150 sul portale delle riviste della Librairie Droz. 